# Équipe cycliste Novak
L'équipe cycliste Novak est une équipe cycliste roumaine, ayant le statut d'équipe continentale.

## Classements UCI
L'équipe participe aux épreuves des circuits continentaux et en particulier de l'UCI Europe Tour. Les tableaux ci-dessous présentent les classements de l'équipe sur les différents circuits, ainsi que son meilleur coureur au classement individuel.
UCI Europe Tour
| UCI Europe Tour | UCI Europe Tour        | UCI Europe Tour                           | UCI Europe Tour |
| Année           | Classement par équipes | Meilleur coureur au classement individuel |                 |
| --------------- | ---------------------- | ----------------------------------------- | --------------- |
| 2018            | 56e                    | Nicolae Tanovitchii (301e)                |                 |
| 2019            | 97e                    | Yegor Dementyev (877e)                    |                 |
| 2020            | 78e                    | -                                         |                 |
| 2021            | 99e                    | Yegor Dementyev (1250e)                   |                 |
| 2022            | 104e                   | Florin-Vianor Moisa (1395e)               |                 |
|                 |                        |                                           |                 |
| Source : UCI    |                        |                                           |                 |

L'équipe est également classée au Classement mondial UCI qui prend en compte toutes les épreuves UCI et concerne toutes les équipes UCI.
| Classement mondial | Classement mondial     | Classement mondial                        | Classement mondial |
| Année              | Classement par équipes | Meilleur coureur au classement individuel |                    |
| ------------------ | ---------------------- | ----------------------------------------- | ------------------ |
| 2018               | -                      | Nicolae Tanovitchii (522e)                |                    |
| 2019               | 177e                   | Yegor Dementyev (1271e)                   |                    |
| 2020               | 128e                   | -                                         |                    |
| 2021               | 169e                   | Yegor Dementyev (1819e)                   |                    |
| 2022               | 201e                   | Florin-Vianor Moisa (2217e)               |                    |
|                    |                        |                                           |                    |
| Source : UCI       |                        |                                           |                    |

## Team Novak en 2022
| Cycliste              | Date de naissance | Nationalité | Équipe 2021           |  |
| --------------------- | ----------------- | ----------- | --------------------- |  |
| Yegor Dementyev       | 12 mars 1987      | Ukraine     | Team Novak            |  |
| Csongor Fazakas       | 10 avril 2003     | Roumanie    |                       |  |
| José Manuel Gutiérrez | 4 mai 1988        | Espagne     | Gios                  |  |
| Nandor Lazar          | 25 mars 1992      | Roumanie    | Team Novak            |  |
| Florin-Vianor Moisa   | 11 mars 1995      | Roumanie    |                       |  |
| Daniil Nikulin        | 17 février 1999   | Ukraine     |                       |  |
| Sandor Poszti         | 17 octobre 2002   | Roumanie    | Team Novak            |  |
| Oleksandr Shevchenko  | 23 octobre 1999   | Ukraine     | Eurocar Grawe Ukraine |  |
| Adrian-Medard Straua  | 15 mars 2002      | Roumanie    |                       |  |
| Ferenc-Dávid Szász    | 28 mars 2003      | Roumanie    |                       |  |
| Szilard Torok         | 8 août 2000       | Roumanie    | Team Novak            |  |
| Sergey Zatcepin       | 14 novembre 2000  | Russie      |                       |  |
| Evgeny Zotov          | 20 août 1994      | Russie      | Team Novak            |  |
| Stagiaire             | Date de naissance | Nationalité | Équipe 2022           |  |
| Giacomo Salvalaggio   | 15 mars 2001      | Italie      |                       |  |